# Подольский сельский совет (Великобагачанский район)
Подольский сельский совет (укр. Подільська сільська рада) — входит в состав
Великобагачанского района
Полтавской области
Украины.
Административный центр сельского совета находится в 
с. Подол.

## История
- 1929 — дата образования.

## Населённые пункты совета
- с. Подол
- с. Огировка